# Liste des comtes de Périgord
« Comte de Périgord » est un titre de noblesse dans la pairie de France, d'abord créé pour Émenon, qui était déjà comte de Poitiers et d'Angoulême. Le titre a été très probablement décerné à Émenon en 845 par Pépin Ier d'Aquitaine comme une récompense pour leur combat commun contre Louis le Pieux. Le titre prend son nom du Périgord, et le siège historique des comtes de Périgord était Périgueux.
Les comtes de Périgord sont listés ci-dessous.

## Liste des comtes de Périgord
- En 778, Charlemagne installe le comte Widbalde à Périgueux. Les premiers comtes sont amovibles et leurs noms sont inconnus, ainsi que leurs actions, jusqu'en 866[1]. Le Périgord fait partie du deuxième royaume d'Aquitaine créé en 781 au profit de son fils, Louis le Pieux, et de ses descendants, puis du duché d'Aquitaine.

### Guilhelmides
- 845-866 : Émenon (+866), également comte d’Angoulême et auparavant comte de Poitiers[2], frère de Turpion.

### Maison de Taillefer
- 866-886 : Vulgrin Ier (+886), également comte d'Angoulême et d'Agen, tuteur des enfants d'Émenon.
- 886-918 : Guillaume Ier (+918), comte de Périgord, aussi comte d'Angoulême en indivis avec son frère puis avec son neveu, fils du précédent.
- 918-952 : Bernard Ier (+952), aussi comte d'Angoulême, fils du précédent.
- 952-962 : Arnaud Ier ou Arnaud Bouration (+962), aussi comte d'Angoulême, fils du précédent.
- 962-962 : Guillaume II Talleyrand, aussi comte d'Angoulême (+962), frère du précédent.
- 962-975 : Raoul Ier, aussi comte d'Angoulême (+975), frère du précédent.
- 975-980 : Richard Ier (+992), frère du précédent.

### Maison de Charroux, devenue de Talleyrand
- 975-97? : Boson Ier le Vieux (+v. 991), comte de Périgord et de la Marche, gendre de Guillaume Ier.

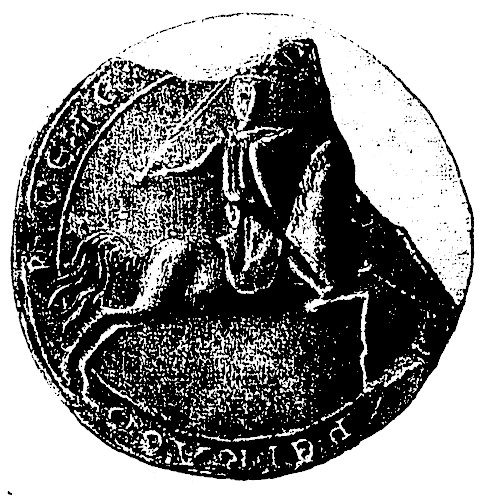
Le contre-sceau de Hélie VI de Périgord

- v. 975-975 : Hélie Ier (v. 919-979), comte de Périgord, fils du précédent.
- v. 975-997 : Adalbert Ier(v. 924-995), frère du précédent, comte de Périgord, également comte de la Haute-Marche.
- v. 997-1010 : Boson II (+1010), frère du précédent, comte de Périgord, également comte de la Basse-Marche jusqu'en 1006, date de la mort de son frère.

- 1010-1031 : Hélie II (v. 996-1031), comte de Périgord, fils du précédent.
- 1031-1044 : Boson III (v. 990-1044), comte de Périgord, frère du précédent.
- 1044-1072 : Adalbert II Cadoirac (v. 1020-1072), comte de Périgord, fils du précédent.
- 1072-1104 : Hélie III (v. 1055-1104), comte de Périgord, fils du précédent.
- 1104-1115 : Guillaume III (v. 1080-1115), comte de Périgord, fils du précédent.
- 1115-1149 : Hélie V Rudel (v. 1083-1149), comte de Périgord, frère du précédent.
- 1149-1166 : Boson IV (v. 1106-1166), comte de Périgord, cousin de Hélie IV.
- 1166-1203 : Hélie VI Talleyrand (v. 1136-1203), comte de Périgord, fils du précédent[3].
- 1203-1209 : Hélie VII (v. 1155-1209), comte de Périgord, fils du précédent.
- 1209-1239 : Archambaud II (v. 1164-1243), comte de Périgord, abdique, fils du précédent.

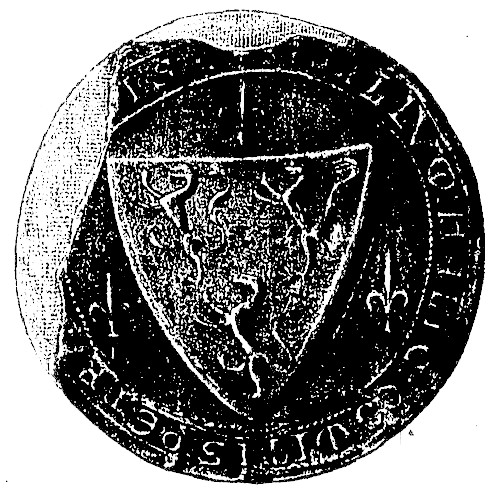
Le sceau de Hélie VI de Périgord

- 1239-1251 : Hélie VIII (+1251), comte de Périgord, fils du précédent[4].
- 1251-1294 : Archambaud III (v. 1237-1295), comte de Périgord, fils du précédent.
- 1294-1311 : Hélie IX (v. 1261-1311), comte de Périgord, fils du précédent[5].
- 1311-1334 : Archambaud IV (+1334), comte de Périgord, fils du précédent.
- 1334-1361 : Roger-Bernard (v. 1299-1361), comte de Périgord, frère du précédent.
- 1361-1398 : Archambaud V le Vieux (v. 1339-1399), comte de Périgord, fils du précédent, destitué en 1398.
- 1398-1399 : Archambaud VI le Jeune (+1430), comte de Périgord, destitué en 1399, fils du précédent.

Entre 1398 et 1399, le roi déposséda les derniers comtes de leurs terres, et le Périgord fut inféodé de nouveau en 1400 avec rang de pairie, au duc Louis Ier d'Orléans.

### Maison d'Orléans
- 1400-1407 : Louis Ier d'Orléans (1372-1407), comte de Périgord, duc d'Orléans, frère du roi Charles VI.
- 1407-1437 : Jean Ier d'Orléans (1399-1467), comte de Périgord, son fils. Vend le Comté de Périgord à Jean de Châtillon.

### Maison de Châtillon
- 1437-1454 : Jean de Châtillon, dit Jean de L'Aigle (+1454), comte de Périgord, aussi comte de Penthièvre et vicomte de Limoges.
- 1454-1455 : Guillaume de Châtillon-Blois (1400-1455), comte de Périgord, aussi vicomte de Limoges, son frère.
- 1455-1481 : Françoise de Châtillon (+1481), comtesse de Périgord, aussi vicomtesse de Limoges, sa fille.

### Maison d'Albret
- 1481-1516 : Jean III d'Albret (1469-1516), comte de Périgord, également roi de Navarre, fils de Françoise de Châtillon.
- 1516-1555 : Henri II d'Albret (1503-1555), comte de Périgord, également roi de Navarre, son fils.
- 1555-1572 : Jeanne III d'Albret (1528-1572), comtesse de Périgord, également reine de Navarre, sa fille.

### Maison de Bourbon
- 1572-1584 : Henri de Bourbon (1553-1610), comte de Périgord, également roi de Navarre, fils de Jeanne III d'Albret. Devient en 1589 le roi de France.
- 1584-1604 : Catherine de Bourbon (1559-1604), dernière comtesse de Périgord, sa sœur.

## Titres honorifiques, sans souveraineté
- Gabriel-Marie de Talleyrand-Périgord (1726-1795), comte de Grignols et baron de Mareuil, grand d'Espagne, dernier gouverneur de Picardie, fut autorisé par le roi Louis XV à porter le titre de comte de Périgord à partir de 1768, après qu'a été reconnue la filiation de sa maison avec celle des anciens comtes de Périgord de la maison de Charroux-Talleyrand. Il était l'oncle du célèbre ministre du 1er Empire et de la Restauration : Charles-Maurice de Talleyrand-Périgord [6].
- Hélie-Charles de Talleyrand-Périgord (1754-1829), comte de Grignols, marquis d'Excideuil et prince de Chalais, grand d'Espagne, fut élevé au titre de 1er duc de Périgord en 1816, pair de France à vie en 1814 puis pair de France héréditaire en 1815. Fils du précédent [6].
- Augustin Marie Hélie Charles de Talleyrand-Périgord (1788-1879), 2e duc de Périgord, comte de Grignols, marquis d'Excideuil, prince de Chalais, pair de France et grand d'Espagne à partir de 1829. Fils du précédent[6].
- Hélie Louis Roger de Talleyrand-Périgord (1809-1883), 3e et dernier duc de Périgord, comte de Grignols, marquis d'Excideuil, prince de Chalais et grand d'Espagne à partir de 1879. Fils du précédent[6].

Plusieurs cadets de la famille de Talleyrand-Périgord ont porté le titre de courtoisie de comte de Périgord :
- Adalbert-Charles de Talleyrand-Périgord (1758-1841), comte de Périgord, frère cadet du premier duc de Périgord.
- Archambaud de Talleyrand-Périgord (1762-1838), comte de Périgord avant de devenir duc de Talleyrand, frère du prince de Talleyrand
- Alexandre Edmond de Talleyrand-Périgord (1787-1872), comte de Périgord et de l'Empire avant de devenir duc de Dino, neveu du prince de Talleyrand
- Paul Adalbert René de Talleyrand-Périgord (1811-1879), comte de Périgord, frère cadet du 3e duc de Périgord.
- Nicolas Raoul Adalbert de Talleyrand-Périgord (1837-1915), comte de Périgord avant de devenir duc de Montmorency, frère cadet du 4e duc de Talleyrand.